# コイントス (競走馬)
コイントス（欧字名:Coin Toss、1998年3月20日 - 2007年2月1日）は、日本の競走馬。
中央競馬の重賞競走で11回複勝圏内に入ったものの、1着となることは1度もなく、シルバーコレクター、ブロンズコレクターとして知られた。

## 経歴

### 競走馬時代
2000年12月9日、中山競馬場第3競走の3歳新馬戦でオリビエ・ペリエを鞍上にデビューするも4着。折り返しの新馬戦2着を挟み、年明けの未勝利戦で勝利した。続くつばき賞（500万下）も勝利し2連勝で毎日杯に挑むも、単勝1.3倍の圧倒的1番人気に支持されていたクロフネに5馬身離された2着となる。5月の京都新聞杯では1番人気に支持されたが、上位4着までをテンザンセイザら5番人気以下の馬が占める波乱となり、コイントスは11着に沈んだ。この年はこのレースを最後に出走しなかった。
年が明けて2月2日の白富士ステークスでは4番人気ながら1番人気のゴーステディにクビ差で勝利。ゴーステディはコイントスと同じ臼田浩義の所有馬であるため、同馬主のワンツーフィニッシュとなった。続く日経賞にも4番人気で挑み、アクティブバイオの3着。夏の七夕賞では1番人気に支持されたがイーグルカフェの3着となる。その一月後の漁火ステークス（1600万下）では、アサカディフィート、メイショウラムセスといった後の重賞勝ち馬を下し、1番人気に応える走りで生涯最後の1着を掴んだ。この勢いで同月の札幌記念には1番人気で臨んだがテイエムオーシャンの3着となり、続くアルゼンチン共和国杯ではサンライズジェガーの2着となる。この後は、重賞未勝利ながら年末のグランプリ・有馬記念に出走。8番人気の評価ではあったが3着と激走し、ナリタトップロード、ファインモーション、ジャングルポケットら上位人気のGⅠ馬たちに先着したほか、この年の重賞レースで苦汁を飲まされてきたテイエムオーシャン、アクティブバイオ、イーグルカフェにも先着することができた。
年が明けて、5歳となる2004年の初戦には日経新春杯を選択。1番人気に支持されたが、バンブーユベントスの2着に敗れた。続く阪神大賞典では2番人気に支持されていたが、かつて毎日杯で5馬身差で先着した1番人気のダイタクバートラムに1馬身差の2着となる。この後、1年半以上の休養を挟むこととなり、未勝利勝ち以来のダート戦となったエニフステークスで復帰するも精彩を欠き、6着のマンボツイストから7馬身も離されたシンガリ負けを喫した。ここから翌2005年のダイヤモンドステークスを含めて4戦するもすべて馬券外の結果に終わり、連続複勝圏内入り記録は阪神大賞典までの9回で途切れた。しかし、再び半年ほど休んだ後のこの年の札幌記念では、13番人気ながら3着と好走、再び勢いを取り戻した。続くオールカマーでは6着であったが、京都大賞典では2着、アルゼンチン共和国杯では2番人気に支持され3着となる。その後の鳴尾記念も2番人気での出走となったが、ここでは再び波乱に巻き込まれる側となり、10番人気馬メジロマントルの6着に敗れる。そして、3度目の出走となる年末の有馬記念では出走馬中最低の16番人気であったが、再び激走を見せ、ハーツクライの5着と馬券外ではあったものの掲示板内に入る堅実な走りを見せた。
その後、年が明けた2006年3月30日、競走馬登録が抹消され現役を引退した。通算成績は26戦4勝、重賞2着5回、3着6回。

### 引退後
引退後は社台スタリオンステーションで種牡馬になると報じられた。しかし引退の翌年の2007年2月1日に9歳で急死したと牧場スタッフのブログより報告があった。

## 競走成績
以下の内容は、netkeiba.comおよびJBISサーチに基づく。
| 競走日     | 競馬場 | 競走名               | 格       | 距離（馬場）  | 頭 数 | 枠 番 | 馬 番 | オッズ （人気） | 着順 | タイム （上り3F） | 着差 | 騎手        | 斤量 [kg] | 1着馬（2着馬）         | 馬体重 [kg] |
| ---------- | ------ | -------------------- | -------- | ------------- | ----- | ----- | ----- | --------------- | ---- | ----------------- | ---- | ----------- | --------- | ---------------------- | ----------- |
| 2000.12.09 | 中山   | 3歳新馬              |          | ダ1800m（良） | 11    | 1     | 1     | 006.60（3人）   | 04着 | R1:58.2（40.0）   | -0.8 | 0O.ペリエ   | 54        | ショウナンザビーチ     | 508         |
| 0000.12.23 | 中山   | 3歳新馬              |          | 芝2000m（良） | 14    | 6     | 9     | 004.30（2人）   | 02着 | R2:07.2（36.9）   | -0.2 | 0岡部幸雄   | 54        | エーピーキングダム     | 516         |
| 2001.01.14 | 中山   | 3歳未勝利            |          | ダ1800m（稍） | 16    | 1     | 1     | 002.80（2人）   | 01着 | R1:55.8（39.8）   | -0.5 | 0岡部幸雄   | 55        | （インターリスペクト） | 530         |
| 0000.02.17 | 京都   | つばき賞             | 500万下  | 芝2000m（良） | 15    | 8     | 14    | 006.00（2人）   | 01着 | R2:02.6（34.4）   | -0.4 | 0O.ペリエ   | 55        | （ノブレスオブリッジ） | 524         |
| 0000.03.24 | 阪神   | 毎日杯               | GIII     | 芝2000m（良） | 11    | 1     | 1     | 005.20（3人）   | 02着 | R1:59.5（35.2）   | -0.9 | 0藤田伸二   | 55        | クロフネ               | 516         |
| 0000.05.04 | 京都   | 京都新聞杯           | GII      | 芝2000m（良） | 17    | 6     | 11    | 001.90（1人）   | 11着 | R2:01.6（37.2）   | -1.8 | 0藤田伸二   | 56        | テンザンセイザ         | 508         |
| 2002.02.02 | 東京   | 白富士S              | OP       | 芝2000m（良） | 14    | 4     | 6     | 007.30（4人）   | 01着 | R2:01.0（34.3）   | -0.0 | 0K.ファロン | 54        | （ゴーステディ）       | 520         |
| 0000.03.23 | 中山   | 日経賞               | GII      | 芝2500m（良） | 8     | 7     | 7     | 010.00（4人）   | 03着 | R2:37.0（34.6）   | -0.0 | 0横山典弘   | 56        | アクティブバイオ       | 530         |
| 0000.07.07 | 福島   | 七夕賞               | GIII     | 芝2000m（良） | 14    | 2     | 2     | 004.10（1人）   | 03着 | R1:59.4（37.3）   | -0.2 | 0岡部幸雄   | 55        | イーグルカフェ         | 530         |
| 0000.08.03 | 函館   | 漁火S                | 1600万下 | 芝1800m（良） | 9     | 8     | 8     | 001.70（1人）   | 01着 | R1:49.5（35.8）   | -0.2 | 0岡部幸雄   | 57        | （アサカディフィート） | 534         |
| 0000.08.18 | 札幌   | 札幌記念             | GII      | 芝2000m（良） | 16    | 4     | 7     | 004.60（1人）   | 03着 | R1:59.8（34.7）   | -0.3 | 0岡部幸雄   | 56        | テイエムオーシャン     | 524         |
| 0000.11.03 | 中山   | アルゼンチン共和国杯 | GII      | 芝2500m（良） | 11    | 7     | 10    | 003.30（1人）   | 02着 | R2:31.1（34.7）   | -0.5 | 0O.ペリエ   | 56        | サンライズジェガー     | 530         |
| 0000.12.22 | 中山   | 有馬記念             | GI       | 芝2500m（稍） | 14    | 2     | 2     | 029.20（8人）   | 03着 | R2:33.0（35.2）   | -0.4 | 0岡部幸雄   | 57        | シンボリクリスエス     | 538         |
| 2003.01.19 | 京都   | 日経新春杯           | GII      | 芝2400m（良） | 13    | 7     | 11    | 002.50（1人）   | 02着 | R2:25.9（35.1）   | -0.1 | 0藤田伸二   | 57.5      | バンブーユベントス     | 532         |
| 0000.03.23 | 阪神   | 阪神大賞典           | GII      | 芝3000m（良） | 15    | 3     | 4     | 003.50（2人）   | 02着 | R3:06.1（34.6）   | -0.2 | 0安藤勝己   | 57        | ダイタクバートラム     | 528         |
| 2004.10.16 | 京都   | エニフS              | OP       | ダ1800m（良） | 9     | 3     | 3     | 009.60（4人）   | 09着 | R1:54.2（38.5）   | -2.9 | 0四位洋文   | 58        | カイトヒルウインド     | 530         |
| 0000.11.14 | 福島   | 福島記念             | GIII     | 芝2000m（良） | 16    | 3     | 5     | 005.00（1人）   | 07着 | R2:00.5（34.6）   | -0.2 | 0岡部幸雄   | 57        | セフティーエンペラ     | 528         |
| 0000.12.26 | 中山   | 有馬記念             | GI       | 芝2500m（良） | 15    | 8     | 14    | 091.1（12人）   | 15着 | R2:31.5（37.1）   | -2.0 | 0岡部幸雄   | 57        | ゼンノロブロイ         | 534         |
| 2005.01.16 | 京都   | 日経新春杯           | GII      | 芝2400m（良） | 10    | 5     | 5     | 027.10（6人）   | 04着 | R2:29.2（34.3）   | -0.2 | 0吉田稔     | 56        | サクラセンチュリー     | 528         |
| 0000.02.13 | 東京   | ダイヤモンドS        | GIII     | 芝3400m（良） | 14    | 5     | 8     | 006.30（3人）   | 11着 | R3:34.6（36.9）   | -1.1 | 0O.ペリエ   | 56        | ウイングランツ         | 532         |
| 0000.08.21 | 札幌   | 札幌記念             | GII      | 芝2000m（良） | 14    | 6     | 10    | 089.6（13人）   | 03着 | R2:01.3（36.9）   | -0.2 | 0藤岡佑介   | 56        | ヘヴンリーロマンス     | 530         |
| 0000.09.25 | 中山   | オールカマー         | GII      | 芝2200m（稍） | 10    | 7     | 7     | 005.10（3人）   | 06着 | R2:17.1（34.9）   | -0.4 | 0藤岡佑介   | 57        | ホオキパウェーブ       | 530         |
| 0000.10.09 | 京都   | 京都大賞典           | GII      | 芝2400m（良） | 12    | 8     | 12    | 042.50（9人）   | 02着 | R2:25.5（34.1）   | -0.1 | 0藤岡佑介   | 57        | リンカーン             | 526         |
| 0000.11.06 | 東京   | アルゼンチン共和国杯 | GII      | 芝2500m（良） | 18    | 3     | 6     | 007.10（2人）   | 03着 | R2:32.6（34.9）   | -0.2 | 0横山典弘   | 57        | サクラセンチュリー     | 546         |
| 0000.12.11 | 阪神   | 鳴尾記念             | GIII     | 芝2000m（良） | 13    | 7     | 11    | 003.90（2人）   | 06着 | R2:02.1（35.4）   | -0.5 | 0横山典弘   | 57.5      | メジロマントル         | 544         |
| 0000.12.25 | 中山   | 有馬記念             | GI       | 芝2500m（良） | 16    | 7     | 13    | 207.3（16人）   | 05着 | R2:32.5（34.9）   | -0.6 | 0北村宏司   | 57        | ハーツクライ           | 550         |

## 血統表
| コイントスの血統                                  | コイントスの血統                | コイントスの血統                | （血統表の出典）                | （血統表の出典） |
| 父系                                              | サンデーサイレンス系/ヘイロー系 | サンデーサイレンス系/ヘイロー系 | サンデーサイレンス系/ヘイロー系 | [ § 2 ]          |
| 父 *サンデーサイレンス Sunday Silence 1986 青鹿毛 | 父の父Halo 1969 黒鹿毛          | Hail to Reason                  | Turn-to                         | Turn-to          |
| 父 *サンデーサイレンス Sunday Silence 1986 青鹿毛 | 父の父Halo 1969 黒鹿毛          | Hail to Reason                  | Nothirdchance                   |                  |
| 父 *サンデーサイレンス Sunday Silence 1986 青鹿毛 | 父の父Halo 1969 黒鹿毛          | Cosmah                          | Cosmic Bomb                     | Cosmic Bomb      |
| 父 *サンデーサイレンス Sunday Silence 1986 青鹿毛 | 父の父Halo 1969 黒鹿毛          | Cosmah                          | Almahmoud                       |                  |
| 父 *サンデーサイレンス Sunday Silence 1986 青鹿毛 | 父の母Wishing Well 1975 鹿毛    | Understanding                   | Promised Land                   | Promised Land    |
| 父 *サンデーサイレンス Sunday Silence 1986 青鹿毛 | 父の母Wishing Well 1975 鹿毛    | Understanding                   | Pretty Ways                     |                  |
| 父 *サンデーサイレンス Sunday Silence 1986 青鹿毛 | 父の母Wishing Well 1975 鹿毛    | Mountain Flower                 | Montparnasse                    | Montparnasse     |
| 父 *サンデーサイレンス Sunday Silence 1986 青鹿毛 | 父の母Wishing Well 1975 鹿毛    | Mountain Flower                 | Edelweiss                       |                  |
| 母 *レトス Re Toss 1987 黒鹿毛                    | 母の父Egg Toss 1977 鹿毛        | Buckpasser                      | Tom Fool                        | Tom Fool         |
| 母 *レトス Re Toss 1987 黒鹿毛                    | 母の父Egg Toss 1977 鹿毛        | Buckpasser                      | Busanda                         |                  |
| 母 *レトス Re Toss 1987 黒鹿毛                    | 母の父Egg Toss 1977 鹿毛        | Eggy                            | Delta Judge                     | Delta Judge      |
| 母 *レトス Re Toss 1987 黒鹿毛                    | 母の父Egg Toss 1977 鹿毛        | Eggy                            | Egg Hunt                        |                  |
| 母 *レトス Re Toss 1987 黒鹿毛                    | 母の母Rezagante 1979 鹿毛       | Practicante                     | Pronto                          | Pronto           |
| 母 *レトス Re Toss 1987 黒鹿毛                    | 母の母Rezagante 1979 鹿毛       | Practicante                     | Extraneza                       |                  |
| 母 *レトス Re Toss 1987 黒鹿毛                    | 母の母Rezagante 1979 鹿毛       | Rezumba                         | Resuello                        | Resuello         |
| 母 *レトス Re Toss 1987 黒鹿毛                    | 母の母Rezagante 1979 鹿毛       | Rezumba                         | Rumbatica                       |                  |
| 母系(F-No.)                                       | レトス(ARG)系(FN:8-c)           | レトス(ARG)系(FN:8-c)           | レトス(ARG)系(FN:8-c)           | [ § 3 ]          |
| 5代内の近親交配                                   | アウトブリード                  | アウトブリード                  | アウトブリード                  | [ § 4 ]          |
| 出典                                              | 1. 2. 3. 4.                     | 1. 2. 3. 4.                     | 1. 2. 3. 4.                     | 1. 2. 3. 4.      |